# Sylvie Andrieux
Pour les articles homonymes, voir Andrieux et Bacquet.
Sylvie Andrieux ou Sylvie Andrieux-Bacquet, née le 15 décembre 1961 à Marseille (Bouches-du-Rhône), est une femme politique française.
Membre du Parti socialiste, elle est députée de 1997 à 2016, élue dans la 7e puis dans la 3e circonscription des Bouches-du-Rhône, à Marseille. Elle est exclue du groupe parlementaire socialiste en 2013, à la suite d'une condamnation judiciaire pour détournement de fonds publics, et démissionne en 2016 alors que le Conseil constitutionnel allait statuer sur la déchéance de son mandat après sa condamnation judiciaire.

## Biographie

### Jeunesse, études et famille
Fille du sénateur Antoine Andrieux (proche de Gaston Defferre), et la filleule de la sénatrice Irma Rapuzzi, Sylvie Andrieux adhère au Parti socialiste dès l'âge de quinze ans (1976).
Après l'obtention d'un diplôme d'École supérieure de commerce, elle entre à vingt-deux ans (1983) à la Société coopérative de manutention (SOCOMA), créée notamment à l'initiative de Gaston Defferre dans les années 1950, une coopérative ouvrière qui a été à cette époque « un acteur influent de la vie portuaire autant qu’une manne financière, un point de chute ou une sorte de centre de formation des cadres du parti ».
Sylvie Andrieux a été vice-présidente de la Mutuelle nationale des étudiants de France (MNEF).

### Vie privée
Sylvie Andrieux est mariée à Jean-Paul Bouisse, PDG d'une entreprise de métallurgie à Cavaillon (Vaucluse) et ancien président de la chambre de commerce et d'industrie de Vaucluse. Elle est divorcée de Jean-Paul Bacquet (député du PS de la 4e circonscription du Puy-de-Dôme) avec qui elle a été mariée de 1997 à 2004. Elle vit à Malmousque (Endoume, Marseille).
Franc-maçonne, elle fut membre pendant vingt ans de l'ordre maçonnique mixte Le Droit humain jusqu'en 2011 qu'elle a quitté en application de la règle interne de l'obédience qui veut que l'on démissionne lorsqu'on fait l'objet d'une procédure judiciaire.

### Parcours politique
Revendiquant son appartenance au courant fabiusien, elle obtient son premier mandat de conseiller régional à trente et un ans (1992).
Elle quitte son emploi à la SOCOMA en 1997 (mais y conserve des parts) après avoir été élue pour la première fois députée de la 7e circonscription des Bouches-du-Rhône (quartiers nord populaires de la ville de Marseille), à trente-six ans, face à un député de droite qui se représentait. Elle y est réélue en 2002 et en 2007.
Le 17 juin 2012, elle est élue de justesse députée de la 3e circonscription des Bouches-du-Rhône face au candidat du Front national. L'année suivante, après sa condamnation pour détournements de fonds publics, elle est exclue du groupe socialiste, et siège alors chez les députés non inscrits de l'Assemblée nationale. En décembre 2016, soumise à une procédure de déchéance devant le Conseil constitutionnel du fait de sa condamnation définitive, elle démissionne de son mandat de député.

### Condamnation pour détournement de fonds publics
Sylvie Andrieux est liée à une affaire de détournements de subventions du conseil régional de Provence-Alpes-Côte d'Azur : selon la justice, plus de 740 000 euros ont été détournés via le financement d'associations entre 2005 et 2009,.
Elle s'en défend en prétendant être étrangère aux subventions suspectes, dont l'attribution dépendait selon elle des « responsables administratifs de la région ». Mais à la suite de ces révélations, le président de la région PACA, Michel Vauzelle, lui retire la délégation à la politique de la ville qu'elle occupait en tant que vice-présidente du conseil régional. Le 7 avril 2010, le bureau de l'Assemblée nationale lève son immunité parlementaire.
Elle est mise en examen le 8 juillet 2010 « pour complicité de tentative d'escroquerie et de détournement de fonds publics »,,. Le 10 février 2012, le procureur de la République Jacques Dallest considère qu'elle est intervenue « très concrètement » pour attribuer des subventions à des associations inexistantes et qu'elle est au centre d'un « clientélisme politique » destiné à une « fidélisation de l'électorat et d'intérêts politiques ». Le 29 mai 2012, elle est renvoyée devant le tribunal correctionnel pour « détournement de fonds publics ». Le PS lui retire son investiture le 31 mai 2012,, mais elle maintient sa candidature,.
Face à Stéphane Ravier (Front national), elle est réélue avec 50,99 % des voix. Le 13 juillet 2012, elle siège comme députée apparentée au groupe PS à l'Assemblée nationale.
Le 4 mars 2013 commence, pour trois semaines, le procès de Sylvie Andrieux et de 21 autres prévenus. Le 22 mai, elle est déclarée coupable de détournement de fonds publics par le tribunal correctionnel de Marseille, et condamnée à trois ans de prison dont deux avec sursis, 100 000 euros d'amende et cinq ans d'inéligibilité. Ses avocats interjettent appel du jugement, ce qui suspend l'exécution de celui-ci,.
En septembre 2014, la cour d'appel renforce la peine et la condamne à quatre ans de prison, dont trois avec sursis. Elle se pourvoit alors en cassation. Plusieurs sites d'information indiquent qu'elle bénéficie d'un aménagement lui permettant de purger sa peine en portant un bracelet électronique et s'interrogent sur la possibilité, pour une députée, de porter un tel bracelet à l'intérieur de l'Assemblée nationale.
Le 9 novembre 2016, la Cour de cassation rejette le pourvoi déposé par Sylvie Andrieux et rend ainsi définitive la peine prononcée par la cour d'appel d'Aix-en-Provence : la députée est condamnée à quatre ans de prison dont trois avec sursis, 100 000 euros d’amende et cinq ans d’inéligibilité pour « détournement de fonds publics ». Il revient alors au Conseil constitutionnel de déchoir Sylvie Andrieux, en mettant fin à son mandat. Le 23 novembre 2016, le garde des Sceaux saisit le Conseil constitutionnel en ce sens ; le 8 décembre 2016, sans attendre la décision à venir du Conseil constitutionnel, Sylvie Andrieux démissionne de son mandat.
Par ailleurs, l’ancienne députée reste tenue solidairement avec son ancien attaché parlementaire Rolland Balalas d’indemniser la partie civile de la somme de 716 593 euros dus au conseil régional.

#### Aménagement de la peine
Sa peine de un an d'emprisonnement ferme a été aménagée ab initio (lors du prononcé même de la condamnation) par la Cour d'appel. Cette dernière a ainsi accordé à la condamnée le bénéfice d'un placement sous surveillance électronique (PSE), plus connu sous le nom de « bracelet électronique ». Elle est la première femme politique française à porter un bracelet électronique. 

#### Affaire de la villa Mari Jo
L'affaire administrative de la villa de Sylvie Andrieux pose une problématique singulière pour le dispositif de surveillance électronique. En l'espèce, l'ancienne élue possède un ancien cabanon (en réalité devenu une villa de bord de mer) situé à Marseille. La villa Mari Jo de l'ancienne élue est une habitation supposée illégale, car elle empiète sur le domaine public maritime (DPM). La condamnée, qui est administrativement « sans titre ni droit » de propriété devrait donc être surveillée électroniquement dans une habitation illégale, censée être détruite. Des articles de presse publiés les 6 et 7 décembre 2016 ne manquent pas  d'en faire état.

## Détail des mandats et fonctions
- 23 mars 1992 - 15 mars 1998 : membre du conseil régional de Provence-Alpes-Côte d'Azur
- 19 juin 1995 - 18 mars 2001 : membre du conseil municipal de Marseille (2e secteur)
- 1er juin 1997 - 15 juin 2012 : députée de la 7e circonscription des Bouches-du-Rhône
- 1998 - 2009 : vice-présidente du conseil régional de Provence-Alpes-Côte d'Azur
- 19 mars 2001 - 12 janvier 2003 : adjointe au maire de Marseille (7e secteur)
- 2008 - 2014 : conseillère municipale de Marseille
- 16 juin 2012 - 8 décembre 2016 : députée de la 3e circonscription des Bouches-du-Rhône